# تاولساس
تاولساس (به سوئدی: Tävelsås) یک منطقهٔ مسکونی در سوئد است که در Växjö Municipality واقع شده‌است.

## خصوصیات
تاولساس ۰٫۳۵ کیلومترمربع مساحت و ۲۲۵ نفر جمعیت دارد.